# Pustułka maskareńska
Pustułka maskareńska (Falco punctatus) – gatunek średniej wielkości ptaka z rodziny sokołowatych (Falconidae). Występuje endemicznie na wyspie Mauritius w archipelagu Maskarenów. Jest zagrożona wyginięciem.
CharakterystykaTrochę mniejsza od pustułki, nieznacznie większa od pustułeczki. Samce są nieco mniejsze od samic. Brzuch jasnokremowy w czarne, zwężające się ku dołowi plamki. Nogi żółte z czarnymi pazurami. Spód ogona jasnokremowy w czarne, poprzeczne pasy. Cały wierzch ciała w poprzeczne, grube, czarnobrązowe pasy. Jasne policzki i szary dziób z białą woskówką.
Wymiary
- długość ciała: 25–29 cm
- rozpiętość skrzydeł: 49–56 cm
- masa ciała: samce 123–178 g, samice 173–231 g

BiotopLasy. Z powodu ich niszczenia gatunek jest zagrożony.
PożywienieGekony, ważki, cykady, świerszczowate i małe ptaki.
ZachowanieŻyją samotnie. 89% piskląt znajdowanych jest ponad 5 km od gniazda, w którym się wykluły.
LęgiLęgnie się głównie w listopadzie i grudniu. Jest monogamiczna. Gniazdo umieszcza na drzewie. Składa 4–5 jaj, których inkubacja trwa 28–35 dni. Młode pozostają w gnieździe przez ok. 35 dni.
Status, zagrożenia i ochronaW 1974 roku liczebność pustułki maskareńskiej spadła do zaledwie 4 osobników – była najrzadszym ptakiem świata. Przyczyniło się do tego wylesianie wyspy, stosowanie pestycydów oraz drapieżnictwo ze strony introdukowanych ssaków. W 1973 roku zainicjowany został program rozmnażania tych ptaków w niewoli. W szczytowym okresie pod koniec lat 90. udało się zwiększyć liczebność populacji do 350–500 osobników (szacunki mówiące o wyższej liczbie, nawet o 1000 osobników, uważa się obecnie za przesadzone). Obecnie (2013) populacja liczy 170–200 dorosłych osobników. Jest to wystarczająca liczba, by uznać pustułkę maskareńską za uratowaną. Nadal jest najrzadszym sokołem na Ziemi.
Międzynarodowa Unia Ochrony Przyrody (IUCN) od 2014 roku uznaje pustułkę maskareńską za gatunek zagrożony (EN – endangered), gdyż jej populacja ponownie zaczęła spadać; wcześniej – od 2000 roku miała ona status gatunku narażonego (VU – vulnerable), a od roku 1994 – gatunku zagrożonego (EN).
W podobnej sytuacji znalazła się także w latach 90. XX w. synogarlica rdzawosterna – żyło wtedy tylko 10 osobników.
FilatelistykaPoczta na Mauritiusie wydała 5 znaczków z wizerunkiem tego ptaka.